# Le Thil-Riberpré
Le Thil-Riberpré település Franciaországban, Seine-Maritime megyében. Lakosainak száma 239 fő (2022. január 1.). Le Thil-Riberpré Compainville, Gaillefontaine, Serqueux és Forges-les-Eaux községekkel határos.

## Népesség
A település népességének változása:
| Lakosok száma | 227  | 222  | 219  | 224  | 230  | 236  | 236  | 239  |
|               | 2013 | 2015 | 2017 | 2018 | 2019 | 2020 | 2021 | 2022 |